# Porija Jali
Porija Jali (ur. 21 stycznia 1999 w Ghuczan) – irański siatkarz, grający na pozycji atakującego, reprezentant Iranu. 

## Sukcesy klubowe
Liga irańska:
- 2017, 2021, 2022[1]

Klubowe Mistrzostwa Azji:
- 2022[2]

## Sukcesy reprezentacyjne
Mistrzostwa Świata Kadetów:
- 2017[3]
- 2015

Mistrzostwa Azji Juniorów:
- 2018[4]
- 2016

Puchar Azji:
- 2018

Mistrzostwa Azji:
- 2019[5]

Mistrzostwa Świata Juniorów:
- 2019[6][7]

## Nagrody indywidualne
- 2018: Najlepszy skrzydłowy Mistrzostwa Azji Juniorów